# Mark Fuhrman

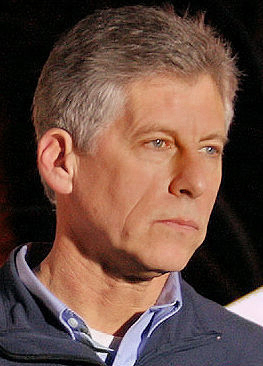
Fuhrman em 2008

Mark Fuhrman (5 de fevereiro de 1952) é um antigo detective do Departamento de Polícia de Los Angeles (LAPD). É principalmente conhecido pelo seu papel na investigação dos homicídios de Nicole Brown Simpson e Ron Goldman no caso O.J. Simpson.
Em 1995, Fuhrman foi chamado para testemunhar sobre a sua descoberta de provas no caso O. J. Simpson, incluindo uma luva ensanguentada recuperada na propriedade de Simpson. Fuhrman era conhecido por ter usado um epíteto racista contra os Afro-Americanos durante o início dos anos 1980, mas disse que não usou o termo nos últimos 10 anos. A equipe de defesa de Simpson reproduziuentrevistas gravadas com Furhman e testemunhas sugerindo que ele usou repetidamente linguagem racista durante esse período. Mais tarde, com o júri fora, quando questionado sob juramento se tinha plantado ou manufaturado provas no caso, Fuhrman invocou a 5ª Emenda e recusou responder. Segundo a defesa, isto aumentou a possibilidade de Fuhrman ter plantado provas de uma chave como parte de uma conspiração racial contra Simpson. A fita cassete provando que Fuhrman cometeu perjúrio – diminuindo assim a credibilidade da acusação – foi citada como razão pelo qual Simpson foi absolvido.
Fuhrman aposentou-se da LAPD em 1995. Em 1996, ele não contestou o perjúrio do seu falso testemunho relacionado ao uso de epítetos raciais. Fuhrman afirmou que não é racista e pediu desculpas pela linguagem que tinha usado. Muitos dos seus colegas pertencentes minorias demonstraram apoio a ele. Fuhrman mantém que não plantou e nem manufaturou provas no caso de O. J. Simpson, e a equipa de defesa de Simpson não apresentou quaisquer provas que contradissesse essa declaração. Ele acredita que Simpson é culpado do assassinato e culpou a sua absolvição na falha de liderança dos detectives em introduzir provas na cadeia de custódia e falha da acusação em argumentar adequadamente o seu caso.
Desde a aposentadoria da LAPD, Fuhrman escreveu livros de crime real e apresenta programas de rádio. Tem sido um convidado frequente de Sean Hannity na Fox News.

## Biografia
Fuhrman nasceu em Eatonville, Washington e frequentou a Escola Secundária de Peninsula em Gig Harbor, Washington. Seus pais divorciaram-se quando Fuhrman tinha sete anos, e sua mãe voltou a casar em seguida. Em 1970, com 18 anos, alistou-se no Corpo de Fuzileiros dos Estados Unidos, onde foi treinado para usar uma metralhadora e para ser polícia militar. Serviu no Vietnam e foi dispensado com honras em 1975, tendo atingido o cargo de sargento. Depois de deixar os militares, Fuhrman entrou na Academia de Polícia de Los Angeles, graduando-se em 1975.
Em 1981, Fuhrman pediu dispensa com compensação. Durante uma entrevista psiquiátrica sobre sua queixa, Fuhrman expressou sentimentos racistas e relatou que parou de gostar do serviço militar devido à alegada insubordinação dos Mexicano-Africanos e Afro-Americanos, que descreveu como "niggers". Fuhrman recebeu compensação e permaneceu de licença paga até 1983. Durante esse tempo, Fuhrman tentou deixar a polícia permanentemente e receber uma pensão por invalidez. Em uma entrevista psiquiátrica em 1982, ele disse que tinha "torturado suspeitos e enganado detetives de assuntos internos" e que iria sufocar suspeitos e partir braços e pernas "se necessário" e, sobretudo, que tinha partido a cara a alguns suspeitos. Ele disse que tinha medo que fosse matar alguém se regressasse à patrulha de rua. Apesar de vários psiquiatras recomendarem que ele fosse retirado do seu dever completamente e outros recomendarem que ele não fosse autorizado a ter uma arma, a cidade de Los Angeles argumentou que as suas declarações eram meramente parte de uma artimanha para ganhar uma pensão. Em 1983, Fuhrman perdeu o seu caso e um posterior recurso ao Supremo Tribunal foi rejeitado; dessa forma, Fuhrman regressou ao seu dever como polícia.
Em 1985, Fuhrman respondeu a uma chamada de violência doméstica entre o jogador de futebol afro-americano O. J. Simpson e a sua mulher caucasiana Nicole Brown Simpson. Em 1989, uma declaração de Fuhrman sobre essa chamada resultou na prisão de Simpson por abuso conjugal.
Fuhrman foi promovido a detective em 1989. Em 1994, Fuhrman trabalhou com sucesso para provar a inocência de Arrick Harris, um afro-americano que Fuhrman acreditava ter sido falsamente implicado num homicídio. Fuhrman saiu da LAPD no início de 1995, depois de servir como polícia durante 20 anos e ganhar mais de 55 recomendações.

### Vida pessoal
Fuhrman casou e divorciou-se três vezes, Barbara L. Koop de 1973 a 1977, Janet Ellen Sosbee de 1977 a 1980, e Caroline Lody desde o início dos anos 1980 a 2000. O casamento com Lody resultou em dois filhos, uma menina Haley e um rapaz Cole. Ele tem um irmão mais novo, Scott.
Fuhrman era um colecionador de vários objetos de guerra e decorações de bravura, incluindo decorações Nazis da Segunda Guerra Mundial, que por vezes foi falsamente declarado como sendo "colecionador de suásticas".

## Papel no julgamento de homicídio de O. J. Simpson

### Fundo
Nicole Brown Simpson e Ronald Lyle Goldman foram assassinados no condomínio de Brown em Brentwood, Los Angels, durante a noite de 12 de Junho de 1994. Robert Riske e o seu parceiro foram os primeiros policiais no local na manhã de 13 de Junho, e Riske encontrou uma luva da mão esquerda ensanguentada no local. Pelo menos 14 oficiais que chegaram à cena antes de Fuhrman disseram ter visto apenas uma luva. Fuhrman e o seu superior, Ronald Phillips, foram os primeiros detectives a chegar; o parceiro de Fuhrman, Brad Roberts, chegou depois. Fuhrman conhecia O. J. Simpson e Nicole Brown devido à chamada de violência doméstica de 1985. Fuhrman deixou o condomínio de Brown com Ronald Phillips e liderou os detectives Tom Lange e Philip Vannatter, e foram para a residência de Simpson de modo a notificar o mesmo sobre a morte da sua ex-mulher
Na residência de Simpson, Fuhrman encontrou várias gotas de sangue num Ford Bronco branco estacionado fora da casa. Fuhrman depois trepou o muro da propriedade para deixar entrar os outros detectives. Mais tarde testemunharam que entraram na residência de Simpson sem um mandato de busca devido às circunstâncias - especialmente, achando que o próprio Simpson pudesse estar ferido. Na casa de hóspedes de Simpson, os detectives encontraram Kato Kaelin, amigo de O.J., que disse aos detectives que tinha ouvido sons de murros no início da noite. Uma investigação à propriedade feita por Fuhrman resultou numa segunda luva ensanguentada, que foi mais tarde determinado como sendo o par direito da luva encontrada no local do crime. A luva encontrada na casa de Simpson, que - segundo o teste de ADN - estava ensopada no sangue das vítimas, foi considerada como sendo uma das provas mais fortes pela acusação (Contudo, Simpson tentou pôr as luvas durante o julgamento, e pareceram demasiado pequenas. As razões para isto foram debatidas).
Simpson foi preso a 17 de Junho. A 8 de Julho, uma audiência preliminar determinou que existiam provas suficientes para um julgamento de Simpson. A 22 de Julho, Simpson deu-se como inocente.

### Estratégia da defesa
Num artigo de Jeffrey Toobin na edição de 25 de Julho do The New Yorker, a defesa revelou que planeavam jogar uma "carta de corrida". Especificamente, a equipa de defesa de Simpson alegava que Fuhrman tinha colocado a luva encontrada na residência de Simpson como parte de um esforço racialmente motivado para tramar Simpson pelos homicídios. O artigo detalhava o uso anterior de Fuhrman de linguagem racista e actos violentos durante as suas entrevistas psiquiátricas de 1981 a 1982. Apesar dos relatórios psiquiátricos de Fuhrman terem sido mais tarde determinados como inadmissíveis no caso de Simpson porque foram determinados como sendo muito velhos para terem relevância directa, o artigo do The New Yorker foi publicado antes da selecção do júri e da reunião dos mesmos. Os potenciais jurados foram questionados sobre a exposição que tinham recebido ao caso Simpson proveniente do The New Yorker (bem como de outros media) como parte do seu processo de selecção. Também foram questionados sobre a sua opinião de Fuhrman, juntamente com outras testemunhas que tinham testemunhado na audiência preliminar.
O julgamento começou a 24 de Janeiro de 1995, e Fuhrman tomou o lugar da testemunha da acusação a 9 de Março. Durante a investigação cruzada a 15 de Março, o advogado F. Lee Bailey perguntou a Fuhrman se tinha usado a palavra "nigger" nos últimos 10 anos, ao qual Fuhrman respondeu que não. A defesa tentou introduzir testemunhas e provas em cassete de áudio para provar que Fuhrman tinha mentido sob juramento, que tinha uma animosidade contra casais inter raciais, que tinha um passado de perpetuar violência contra afro-americanos, e que tinha um passado de fabricar provas ou testemunhos. Consoante o Código de Provas da Califórnia, a acusação tentou excluir estas provas argumentando que era demasiado inflamatório e que podia prejudicar os jurados negros predominantes contra eles. Apesar de terem permitido que Fuhrman usasse expressões raciais na cassete, a acusação sugeriu que o restante material era meramente exageradamente "fumaça".
A 31 de Agosto, oJuiz Ito determinou que as provas podiam ser introduzidas para provar que Fuhrman mentiu sobre usar a palavra "nigger", mas que queixas de violência e conduta imprópria policial eram inadmissíveis. A 5 de Setembro, a defesa produziu múltiplas testemunhas e cassetes para estabelecer que Fuhrman tinha usado a palavra "nigger" nos últimos 10 anos. A cassete eventualmente resultou numa condenação de perjúrio para Fuhrman. A possibilidade que Fuhrman pode ter sabotado intencionalmente a acusação de O. J. Simpson por dinheiro foi ignorada com suspeitas pelas autoridades policiais de Los Angeles, apesar de poder explicar porque Fuhrman se impôs pessoalmente no caso no qual poderia não estar envolvido como testemunha. Fuhrman não era o detective atribuído e entrou por si próprio no local do crime, tendo conhecimento que a mulher de O. J. Simpson tinha sido assassinada violentamente. Fuhrman depois continuou até casa de Simpson em Brentwood. Fuhrman trepou os muros do perímetro e entrou na propriedade sob razões frágeis e consideravelmente encontrou uma luva lá. A defesa nunca atacou esta coincidência porque a defesa dependia de Fuhrman para ser a "carta de corrida".
Primeiro, Laura Hart McKinny foi depor. Entre 1985 e 1994, Fuhrman deu entrevistas gravadas a McKinny, uma escritora que trabalhava num projecto sobre polícias mulheres. Fuhrman trabalhava como consultor para McKinny, sob o acordo que seria pago em $10,000 se fosse produzido um filme. As gravações continham 41 usos da palavra "nigger" usada recentemente em 1988, incluindo referências onde dizia ter violentado afro-americanos. Nas gravações, Fuhrman também descreve como, enquanto polícia, pensava ser necessário mentir às vezes e dizia que tinha testemunhado em alguns casos em que nem era testemunha.
Depois de McKinny, testemunhou Kathleen Bell. Ela conheceu Fuhrman numa estação de recrutamento dos Fuzileiros em 1985 ou 1986, onde ele expressou animosidade entre casais inter raciais e disse, "Se fosse como eu queria, todos os niggers seriam reunidos e queimados". Depois, a testemunha Natalie Singer - cuja colega de quarto tinha namorado com Fuhrman por volta de 1987 - testemunhou que Fuhrman tinha-lhe dito, "O único nigger bom é um nigger morto". No programa de televisão Leeza, Singer disse mais tarde que Fuhrman também disse, "Sim nós trabalhamos com niggers e gangs. Tu podes pegar num destes niggers, arrastá-los até um beco e bater-lhes e pontapeá-los. Podes vê-los a contorcerem-se. Alivia mesmo a tua tensão". Contudo, o Juiz Ito restringiu-a de dar todo o seu testemunho durante o julgamento. Roderic Hodge testemunhou que enquanto estava sob custódia da polícia em 1987, Fuhrman lhe tinha dito, "Eu disse-te que te íamos apanhar, Nigger"
Ultimamente, o júri estava apenas autorizado a ouvir dois excertos das cassetes de Fuhrman, que não incluíam conteúdo violento ou material relacionado com condutada imprópria. Os jurados ouviram Fuhrman a dizer, "Não tínhamos niggers onde eu cresci" e "Aí era onde os niggers viviam". Com o júri não presente a 6 de Setembro, a defesa questionou Fuhrman se ele tinha alguma vez falsificado relatórios da polícia ou plantado ou manufacturado provas no caso de Simpson. Apesar de ter respondido "não" quando foi questionado mais cedo, desta vez ele invocou a Quinta Emenda sob conselho do seu advogado sobre auto incriminação.
Durante os seu argumento final, o advogado de defesa Johnnie Cochran referiu-se a Fuhrman como um "racista mentiroso, perjuro e assassino" e fez analogia entre Fuhrman e Hitler. Ele argumentou que Fuhrman tinha plantado a luva ensanguentada na casa de O. J. Simpson como parte de uma trama racialmente motivada contra Simpson, que poderia ser seguida até ao primeiro encontro que teve com o casal inter racial em 1985. Apesar de não existirem provas que sugerissem que Fuhrman tinha colocado a luva, o perjúrio sobre o uso da palavra "nigger" foi visto como tendo prejudicado bastante a credibilidade da acusação perante um júri maioritariamente negro (especialmente no seguimento do julgamento de Rodney King), e foi citado como sendo uma das principais razões pelo qual Simpson foi absolvido. Contudo a defesa nunca procurou explicar como Fuhrman no momento da investigação teve tempo para encontrar sangue de O.J. Simpson e coloca-lo na luva e no Bronco em tão pouco tempo, desconhecendo se O.J. Simpson tinha um álibi ou não.

### Após julgamento
As palavras de Fuhrman nas cassetes resultaram na sua condenação, incluindo pela acusação. O seu uso de expressões racistas e acusações que tinha colocado provas tornou-se o ponto de foco do julgamento e atraiu muita atenção dos media que - durante um tempo - escondeu a atenção do crime em si, tanto que o pai de Ron Goldman relembrou aos media, "Isto não é julgamento de Fuhrman... Isto é um julgamento sobre o homem que matou o meu filho.”
Depois do julgamento, houve pressão sob o advogado do distrito do Condado de Los Angeles Gil Garcetti para acusar de perjúrio Fuhrman. Garcetti inicialmente recusou, dizendo que o uso de Fuhrman de linguagem racista não era "material para o caso", um elemento importante para provar perjúrio. Contudo, muitos membros do departamento de Garcetti fizeram declarações públicas sobre o caso, e Garcetti, citando as emoções do seu departamento sobre o caso Simpson, optou por tomar a decisão de encarregar o advogado Dan Lungren para evitar a aparência de um conflito de interesses.
A 5 de Julho de 1996, Lungren anunciou que iria preencher acusações de perjúrio contra Fuhrman e pouco depois ofereceu um acordo a Fuhrman. A 2 de Outubro, Fuhrman aceitou o acordo e não contestou as acusações. Foi sentenciado a 3 anos de liberdade condicional e multado em $200. É a única pessoa a ser condenada com acusações criminosas no caso Simpson. A liberdade condicional de Fuhrman terminou no início de 1998, e a sua condenação foi eliminada 18 meses depois.
Numa entrevista na televisão com Diane Sawyer em Outubro de 1996, Fuhrman disse que não colocou provas no caso de Simpson. Ele declarou que não é racista e pediu desculpas pelo seu uso de linguagem racista. Disse que se tinha esquecido sobre a existência de gravações e que eram apenas parte de um esforço de ter um filme produzido. Uma investigação policial sobre as questões de violências nas gravações descobriram que Fuhrman tinha exagerado, e muitos dos seus antigos colegas de minorias expressaram apoio por Fuhrman e disseram que não acreditavam que ele era racista.
Vincent Bugliosi, no seu livro Outrage sobre o julgamente de Simpson, argumentou que plantar a luva teria necessitado uma conspiração improvável entre Fuhrman e outro polícia. Qualquer pessoa envolvida em tal conspiração estaria a arriscar a sua vida, porque a lei da Califórnia na altura dizia que quem fabircasse provas num caso de pena de morte - como o caso de homicídio de Brown e Goldman poderiam ter sido - poderia ser sentenciado à morte também. Bugliosi mais tarde disse que Fuhrman era uma das vítimas do caso e que mentir sob juramento sobre expressões raciais não levantava ao nível de perjúrio porque era imaterial para os factos actuais do caso.

## Pós julgamento

### Homicídio em Brentwood
Depois de se reformar da LAPD no início de 1995, Fuhrman mudou-se para Sandpoint, Idaho. Durante 1997, escreveu um livro sobre o caso Simpson, chamado Murder in Brentwood (1997, ISBN 0895264218). Inclui um prefácio de Vincent Bugliosi, o acusador do caso Charles Manson. No livro, Fuhrman pede desculpa pelas expressões racistas nas gravações, determinando-as como "imaturas, e irresponsáveis" feitas apenas por um desejo de fazer dinheiro; ele diz que as gravações eram apenas parte de uma história. Ele argumenta que Lungren o acusou para ganhar apoio para uma campanha planeada para Governador em 1998.
Apesar de se ter dito que o caso de Lungren era "no mínimo frágil", Fuhrman disse que se deu como culpado sem contestar porque as probabilidades eram tão grandemente contra ele que não valia a pena ter a família a ser assediada pela imprensa. Ele declarou que não conseguia defender-se a si mesmo efectivamente; ele já devia centenas de dólares em dívidas legais, e a Liga da Protecção da Polícia não o iria ajudar a pagá-las. Ele também disse que não poderia gastar dinheiro num julgamento que iria demorar vários meses (ou anos, no caso de recurso). Ele também disse que achava que não ia ter um julgamento justo no clima de acusações raciais da altura, e achou que uma absolvição iria causar um motim semelhante aos eventos de 1992.
Fuhrman disse que acreditava que a LAPD poderia ter prendido Simpson na tarde de 13 de Junho, baseado nas provas do sangue e as suas declarações contraditórias durante o interrogatório. Contudo, ele acredita que os oficiais mais antigos da LAPD não queriam que existisse a hipótese de estarem errados sobre Simpson e quiseram esperar até às provas genéticas preliminares chegarem.
Fuhrman argumenta que foram feitos vários erros pelos colegas da LAPD e que permitiram à defesa alegar que existia conduta policial suspeita na casa do Nicole Brown Simpson. Por exemplo, Fuhrman diz que o mandato de busca inicial submetido por um dos detectives no caso, Phillip Vannatter, era demasiado curto e não incluía detalhes suficientes decausa provável e provas na altura. Ele também argumenta que a maior parte das peças de provas foram mal mexidas. Fuhrman acredita que os seus colegas não se aperceberam que todos os seus passos seriam analisados em tribunal devido à natureza do caso.
Fuhrman também argumenta que a polícia e a acusação cometeram outros erros que reduziram as hipóteses de um veredicto de culpado. Por exemplo, Mark e o seu parceiro, Brad Roberts, encontraram uma impressão digital ensanguentada no portão de saída a norte da casa de Nicole Brown Simpson. Segundo Fuhrman, pelo menos uma parte pertencia ao suspeito, porque existia sangue suficiente no local que sugerisse que o suspeito estava a sangrar. Isto era uma prova potencialmente crítica; Simpson disse que se tinha cortado na noite dos homicídios, mas não estava na casa da sua ex-mulher há uma semana. Se a impressão digital tivesse sido ligada a Simpson de alguma maneira teria sido um problema, e possivelmente fatal, para a sua defesa. Também podia ter atrapalhado as alegações da defesa que Fuhrman tinha colocado a luva, uma vez que ele não sabia nem tinha razão para saber que era o sangue de Simpson. Contudo, a impressão digital foi destruída em algum momento, e foi apenas mencionada superficialmente no julgamento. De facto, Fuhrman mais tarde descobriu que Vannatter e o seu parceiro, Tom Langue, nem sabiam que a impressão digital estava ali porque nunca leram as notas de Fuhrman. Roberts poderia ter-se oferecido para testemunhar para corroborar que a impressão digital estava lá, mas nunca foi chamado a testemunhar - algo que irritou Fuhrman quase tanto como o facto de Vannatter e Lange nunca terem lido as suas notas. Fuhrman também disse que Roberts poderia ter corroborado muitas das suas outras observações, mas Marcia Clark não o chamou para evitar envergonhar Vannatter a depor.
Fuhrman diz que sente que a acusação o abandonou assim que as gravações ficaram públicas. Ele diz que exigiu a Quinta Emenda depois de não ter conseguido que a acusação o chamasse para depor para uma examinação das gravações a serem mostradas ao júri. Assim que as gravações saíram, Fuhrman disse que estaria para lá de qualquer reabilitação.
Tal como muitos críticos da acusação, Fuhrman sentiu que o Juiz Lance Iot permitiu que a defesa controlasse o julgamento. Por exemplo, como Bugliosi, ele insiste que lei relevantes para o caso exigiam que Ito evitasse que a defesa perguntasse sobre calúnias raciais devido à possibilidade de isso prejudicar o caso para a acusação. Contudo, Fuhrman também disse que Ito nunca devia ter ficado associado ao caso desde o início. Ito era casado com Margaret York, uma capitã da LAPD que tinha sido superior de Fuhrman no passado. Nas cassetes de Fuhrman gravadas por Laura McKinny, Fuhrman rebaixa a aparência de York e sugere que ela usou o seu sexo para avançar na força policial. Furhman sentiu que Ito poderia ter sido desafiado pela acusação ou voluntariamente recusar-se para o caso. Na verdade, os acusadores pediram que Ito não fosse o juiz, mas mais tarde retiraram o pedido por medo que resultasse num novo julgamento.

### Outros livros
Para o seu próximo livro, Murder in Greenwich (1998,  ISBN 0060191414), Fuhrman investigou o crime por resolver de 1975 da morte de Martha Moxley e apresentou a sua teoria que o homicida era Michael Skakel, sobrinho de Ethel Kennedy, a viúva do Senador Robert Kennedy. Skakel foi condenado do homicídio de Moxley em Junho de 2002. O livro foi adaptado de um filme televisivo de 2002 com Christopher Meloni como Fuhrman.
Em 2001, Fuhrman publicou Murder in Spokane: Catching a Serial Killer (ISBN 0060194375), que investiga a onda de um assassino em série na Costa Este. Em 2003, ele publicou Death and Justice: An Expose of Oklahoma's Death Row Machine (ISBN 0060009179), sobre o tema de pena capital.
Em 2005, Fuhrman publicou Silent Witness: The Untold Story of Terri Schiavo's Death (ISBN 0060853379), que mostra falhas nos relatórios médicos e legais que podem determinar a possibilidade de Schiavo ter sido assassinado. Em 2006, publicou A Simple Act of Murder: November 22, 1963 (ISBN 0060721545), sobre o assassinato de John F. Kennedy. Nele, Fuhrman avança uma teoria menosprezando a Teoria da Bala Única que ainda diz que Lee Harvey Oswald actuou sozinho. Ele diz que a Comissão Warren foi forçada a ratificar a Teoria da Bala Única por razões políticas. Contudo, ele disse que uma depressão no cromado por cima do pára-brisas dalimusina presidencial usada nesse dia justifica a história contada por John Connally que o primeiro tiro ao presidente John F. Kennedy não lhe acertou.
Em 2009, ele publicou The Murder Business: How the Media Turns Crime Into Entertainment and Subverts Justice (ISBN 1596985844), que mostra a fina linha entre os relatórios de crime e o entretenimento.

## Comentários de rádio e televisão
Fuhrman é um especialista em análise forense de locais de crime para a Fox News, e tem sido um convidado frequente do comentador da Fox Sean Hannity. Ele também foi apresentador do Mark Fuhrman Show na KGA-AM em Spokane entre as 8 e as 11 da manhã, hora de Pacífico. O programa falava de tópicos locais e nacionais e incluía convidados por telefone, e foi uma casualidade da venda da estação da Citadel Broadcasting Corp. da Las Vegas para a Mapleton Communications, LLC de Monterey, Califórnia.

## Na cultura popular
- Em American Crime Story: The People v.O. J. Simpson, Mark Fuhrman é protagonizado por Steven Pasquale.